# Isatis laevigata
Isatis laevigata är en korsblommig växtart som beskrevs av Ernst Rudolf von Trautvetter. Isatis laevigata ingår i släktet vejdar, och familjen korsblommiga växter. Inga underarter finns listade i Catalogue of Life.